# Laura Pausini/Diskografie
Diese Diskografie ist eine Übersicht über die musikalischen Werke der italienischen Pop-Sängerin Laura Pausini. Den Quellenangaben und Schallplattenauszeichnungen zufolge hat sie bisher mehr als 11,6 Millionen Tonträger verkauft, davon alleine in ihrer Heimat über 3,2 Millionen zertifizierte Einheiten.

## Alben

### Studioalben
| Jahr | Titel Musiklabel                                                                                        | Höchstplatzierung, Gesamtwochen, AuszeichnungChartplatzierungen (Jahr, Titel, Musiklabel, Platzierungen, Wochen, Auszeichnungen, Anmerkungen) | Höchstplatzierung, Gesamtwochen, AuszeichnungChartplatzierungen (Jahr, Titel, Musiklabel, Platzierungen, Wochen, Auszeichnungen, Anmerkungen) | Höchstplatzierung, Gesamtwochen, AuszeichnungChartplatzierungen (Jahr, Titel, Musiklabel, Platzierungen, Wochen, Auszeichnungen, Anmerkungen) | Höchstplatzierung, Gesamtwochen, AuszeichnungChartplatzierungen (Jahr, Titel, Musiklabel, Platzierungen, Wochen, Auszeichnungen, Anmerkungen) | Höchstplatzierung, Gesamtwochen, AuszeichnungChartplatzierungen (Jahr, Titel, Musiklabel, Platzierungen, Wochen, Auszeichnungen, Anmerkungen) | Höchstplatzierung, Gesamtwochen, AuszeichnungChartplatzierungen (Jahr, Titel, Musiklabel, Platzierungen, Wochen, Auszeichnungen, Anmerkungen) | Höchstplatzierung, Gesamtwochen, AuszeichnungChartplatzierungen (Jahr, Titel, Musiklabel, Platzierungen, Wochen, Auszeichnungen, Anmerkungen) | Anmerkungen                                                    | [↑]: gemeinsam behandelt mit vorhergehendem Eintrag; [←]: in beiden Charts platziert |
| Jahr | Titel Musiklabel                                                                                        | IT | DE | AT | CH | ES | FR | Latin | Anmerkungen                                                    |                                                                                      |
| ---- | --- | --- | --- | --- | --- | --- | --- | --- | -------------------------------------------------------------- | ------------------------------------------------------------------------------------ |
| 1993 | Laura Pausini CGD (WMG)                                                                                 | IT6 Gold (2025) · (30 Wo.)IT | — | — | CH— GoldCH | ES1 ×11Elffachplatin · (70 Wo.)ES | FR— GoldFR | Latin31 (17 Wo.)Latin | Erstveröffentlichung: 18. Mai 1993 Verkäufe: + 1.310.000       |                                                                                      |
| 1994 | Laura CGD (WMG)                                                                                         | IT2 (29 Wo.)IT | — | — | CH4 ×2Doppelplatin · (36 Wo.)CH[ES: ↑] | ES1 ×11Elffachplatin · (70 Wo.)ES | —[Latin: ↑] | Latin31 (17 Wo.)Latin | Erstveröffentlichung: 26. Februar 1994 Verkäufe: + 1.270.000   |                                                                                      |
| 1996 | Le cose che vivi auch bekannt als: Las cosas que vives (spanische Version) CGD East West (WMG)          | IT2 ×2Doppelplatin · (32 Wo.)IT | — | — | CH1 Platin · (29 Wo.)CH | ES2 ×4Vierfachplatin · (53 Wo.)ES | FR16 (4 Wo.)FR | Latin15 (38 Wo.)Latin | Erstveröffentlichung: 12. September 1996 Verkäufe: + 1.825.000 |                                                                                      |
| 1998 | La mia risposta auch bekannt als: Mi respuesta (spanische Version) CGD East West (WMG)                  | IT1 (32 Wo.)IT | DE66 (4 Wo.)DE | — | CH3 Gold · (20 Wo.)CH | ES8 ×2Doppelplatin · (19 Wo.)ES | FR64 (2 Wo.)FR | Latin23 (9 Wo.)Latin | Erstveröffentlichung: September 1998 Verkäufe: + 285.000       |                                                                                      |
| 2000 | Tra te e il mare auch bekannt als: Entre tú y mil mares (spanische Version) CGD East West (WMG)         | IT2 ×4Vierfachplatin · (35 Wo.)IT | DE34 (5 Wo.)DE | — | CH2 Platin · (27 Wo.)CH | ES3 Platin · (15 Wo.)ES | — | Latin26 Platin · (23 Wo.)Latin | Erstveröffentlichung: 15. September 2000 Verkäufe: + 714.059   |                                                                                      |
| 2002 | From the Inside Atlantic Records (WMG)                                                                  | IT3 (18 Wo.)IT | DE55 (3 Wo.)DE | — | CH4 Gold · (24 Wo.)CH | ES12 Gold · (19 Wo.)ES | FR34 (27 Wo.)FR | — | Erstveröffentlichung: 5. November 2002 Verkäufe: + 70.000      |                                                                                      |
| 2004 | Resta in ascolto auch bekannt als: Escucha (spanische Version) Atlantic Records (WMG)                   | IT1 ×4Vierfachplatin · (81 Wo.)IT | DE84 (1 Wo.)DE | — | CH2 ×2Doppelplatin · (48 Wo.)CH | ES3 Platin · (19 Wo.)ES | FR7 Gold · (44 Wo.)FR | Latin20 Platin · (42 Wo.)Latin | Erstveröffentlichung: 22. Oktober 2004 Verkäufe: + 390.000     |                                                                                      |
| 2006 | Io canto auch bekannt als: Yo canto (spanische Version) Atlantic Records (WMG)                          | IT1 Gold (2011) · (108 Wo.)IT | — | — | CH1 Platin · (46 Wo.)CH | ES15 (19 Wo.)ES | FR15 Gold · (17 Wo.)FR | Latin22 (8 Wo.)Latin | Erstveröffentlichung: 10. November 2006 Verkäufe: + 185.000    |                                                                                      |
| 2008 | Primavera in anticipo auch bekannt als: Primavera anticipada (spanische Version) Atlantic Records (WMG) | IT1 ×3Diamant (2008) + Dreifachplatin (2016) · (81 Wo.)IT                                                                                     | DE34 (29 Wo.)DE | AT7 (21 Wo.)AT | CH4 Platin · (38 Wo.)CH | ES10 (23 Wo.)ES | FR27 (18 Wo.)FR | Latin15 (40 Wo.)Latin | Erstveröffentlichung: 11. November 2008 Verkäufe: + 810.000    |                                                                                      |
| 2011 | Inedito auch bekannt als: Inédito (spanische Version) Atlantic Records (WMG)                            | IT1 ×6Sechsfachplatin · (87 Wo.)IT | DE47 (1 Wo.)DE | AT59 (1 Wo.)AT | CH2 Gold · (25 Wo.)CH | ES4 (27 Wo.)ES | FR63 (4 Wo.)FR | Latin17 (7 Wo.)Latin | Erstveröffentlichung: 11. November 2011 Verkäufe: + 420.000    |                                                                                      |
| 2015 | Simili auch bekannt als: Similares (spanische Version) Atlantic Records (WMG)                           | IT1 ×3Dreifachplatin · (73 Wo.)IT | DE58 (1 Wo.)DE | — | CH4 (18 Wo.)CH | ES7 (32 Wo.)ES | FR51 (3 Wo.)FR | Latin6 (3 Wo.)Latin | Erstveröffentlichung: 6. November 2015 Verkäufe: + 170.000     |                                                                                      |
| 2018 | Fatti sentire auch bekannt als: Hazte sentir (spanische Version) Atlantic Records (WMG)                 | IT1 ×3Dreifachplatin · (58 Wo.)IT | DE25 (1 Wo.)DE | AT29 (1 Wo.)AT | CH2 (27 Wo.)CH | ES7 (42 Wo.)ES | FR68 (4 Wo.)FR | Latin35 (1 Wo.)Latin | Erstveröffentlichung: 16. März 2018 Verkäufe: + 150.000        |                                                                                      |
| 2023 | Anime parallele auch bekannt als: Almas paralelas (spanische Version) Warner Music (WMG)                | IT2 Gold · (14 Wo.)IT | — | — | CH7 (3 Wo.)CH | ES5 (11 Wo.)ES | FR102 (1 Wo.)FR | — | Erstveröffentlichung: 27. Oktober 2023 Verkäufe: + 25.000      |                                                                                      |

grau schraffiert: keine Chartdaten aus diesem Jahr verfügbar

### Livealben
| Jahr | Titel Musiklabel                                                                                                 | Höchstplatzierung, Gesamtwochen, AuszeichnungChartplatzierungen (Jahr, Titel, Musiklabel, Platzierungen, Wochen, Auszeichnungen, Anmerkungen) | Höchstplatzierung, Gesamtwochen, AuszeichnungChartplatzierungen (Jahr, Titel, Musiklabel, Platzierungen, Wochen, Auszeichnungen, Anmerkungen) | Höchstplatzierung, Gesamtwochen, AuszeichnungChartplatzierungen (Jahr, Titel, Musiklabel, Platzierungen, Wochen, Auszeichnungen, Anmerkungen) | Höchstplatzierung, Gesamtwochen, AuszeichnungChartplatzierungen (Jahr, Titel, Musiklabel, Platzierungen, Wochen, Auszeichnungen, Anmerkungen) | Höchstplatzierung, Gesamtwochen, AuszeichnungChartplatzierungen (Jahr, Titel, Musiklabel, Platzierungen, Wochen, Auszeichnungen, Anmerkungen) | Höchstplatzierung, Gesamtwochen, AuszeichnungChartplatzierungen (Jahr, Titel, Musiklabel, Platzierungen, Wochen, Auszeichnungen, Anmerkungen) | Höchstplatzierung, Gesamtwochen, AuszeichnungChartplatzierungen (Jahr, Titel, Musiklabel, Platzierungen, Wochen, Auszeichnungen, Anmerkungen) | Anmerkungen                                                 |
| Jahr | Titel Musiklabel                                                                                                 | IT | DE | AT | CH | ES | FR | Latin | Anmerkungen                                                 |
| ---- | --- | --- | --- | --- | --- | --- | --- | --- | ----------------------------------------------------------- |
| 2005 | Live in Paris 05 Atlantic Records (WMG)                                                                          | IT8 (40 Wo.)IT | — | — | CH24 (10 Wo.)CH | — | FR68 (6 Wo.)FR | — | Erstveröffentlichung: 29. November 2005                     |
| 2007 | San Siro 2007 Atlantic Records (WMG)                                                                             | IT5 (43 Wo.)IT | — | — | CH26 (9 Wo.)CH | — | FR135 (6 Wo.)FR | — | Erstveröffentlichung: 30. November 2007                     |
| 2009 | Laura Live World Tour 09 auch bekannt als: Laura Live Gira Mundial 09 (spanische Version) Atlantic Records (WMG) | IT2 ×4Vierfachplatin · (33 Wo.)IT | — | — | CH14 (12 Wo.)CH | ES32 (8 Wo.)ES | FR91 (4 Wo.)FR | Latin33 (3 Wo.)Latin | Erstveröffentlichung: 27. November 2009 Verkäufe: + 240.000 |

### Kompilationen
| Jahr | Titel Musiklabel | Höchstplatzierung, Gesamtwochen, AuszeichnungChartplatzierungen (Jahr, Titel, Musiklabel, Platzierungen, Wochen, Auszeichnungen, Anmerkungen) | Höchstplatzierung, Gesamtwochen, AuszeichnungChartplatzierungen (Jahr, Titel, Musiklabel, Platzierungen, Wochen, Auszeichnungen, Anmerkungen) | Höchstplatzierung, Gesamtwochen, AuszeichnungChartplatzierungen (Jahr, Titel, Musiklabel, Platzierungen, Wochen, Auszeichnungen, Anmerkungen) | Höchstplatzierung, Gesamtwochen, AuszeichnungChartplatzierungen (Jahr, Titel, Musiklabel, Platzierungen, Wochen, Auszeichnungen, Anmerkungen) | Höchstplatzierung, Gesamtwochen, AuszeichnungChartplatzierungen (Jahr, Titel, Musiklabel, Platzierungen, Wochen, Auszeichnungen, Anmerkungen) | Höchstplatzierung, Gesamtwochen, AuszeichnungChartplatzierungen (Jahr, Titel, Musiklabel, Platzierungen, Wochen, Auszeichnungen, Anmerkungen) | Höchstplatzierung, Gesamtwochen, AuszeichnungChartplatzierungen (Jahr, Titel, Musiklabel, Platzierungen, Wochen, Auszeichnungen, Anmerkungen) | Anmerkungen                                                 |
| Jahr | Titel Musiklabel | IT | DE | AT | CH | ES | FR | Latin | Anmerkungen                                                 |
| ---- | --- | --- | --- | --- | --- | --- | --- | --- | ----------------------------------------------------------- |
| 2001 | The Best of Laura Pausini – E ritorno da te auch bekannt als: Lo mejor de Laura Pausini – Volveré junto a ti (spanische Version) CGD East West (WMG) | IT1 Platin (2016) · (362 Wo.)IT | DE44 (15 Wo.)DE | — | CH3 ×2Doppelplatin · (100 Wo.)CH | ES6 Platin · (22 Wo.)ES | FR— ×3DreifachplatinFR | Latin9 Platin · (46 Wo.)Latin | Erstveröffentlichung: 8. Oktober 2001 Verkäufe: + 1.433.027 |
| 2013 | 20 – The Greatest Hits auch bekannt als: 20 – Grandes exitos (spanische Version) Atlantic Records (WMG)                                              | IT1 ×3Dreifachplatin · (129 Wo.)IT | — | — | CH8 Gold · (18 Wo.)CH | ES6 Gold · (82 Wo.)ES | FR47 (8 Wo.)FR | Latin14 (9 Wo.)Latin | Erstveröffentlichung: 12. November 2013 Verkäufe: + 207.500 |

grau schraffiert: keine Chartdaten aus diesem Jahr verfügbar

### Weihnachtsalben
| Jahr | Titel Musiklabel                                                                      | Höchstplatzierung, Gesamtwochen, AuszeichnungChartplatzierungen (Jahr, Titel, Musiklabel, Platzierungen, Wochen, Auszeichnungen, Anmerkungen) | Höchstplatzierung, Gesamtwochen, AuszeichnungChartplatzierungen (Jahr, Titel, Musiklabel, Platzierungen, Wochen, Auszeichnungen, Anmerkungen) | Höchstplatzierung, Gesamtwochen, AuszeichnungChartplatzierungen (Jahr, Titel, Musiklabel, Platzierungen, Wochen, Auszeichnungen, Anmerkungen) | Höchstplatzierung, Gesamtwochen, AuszeichnungChartplatzierungen (Jahr, Titel, Musiklabel, Platzierungen, Wochen, Auszeichnungen, Anmerkungen) | Höchstplatzierung, Gesamtwochen, AuszeichnungChartplatzierungen (Jahr, Titel, Musiklabel, Platzierungen, Wochen, Auszeichnungen, Anmerkungen) | Höchstplatzierung, Gesamtwochen, AuszeichnungChartplatzierungen (Jahr, Titel, Musiklabel, Platzierungen, Wochen, Auszeichnungen, Anmerkungen) | Höchstplatzierung, Gesamtwochen, AuszeichnungChartplatzierungen (Jahr, Titel, Musiklabel, Platzierungen, Wochen, Auszeichnungen, Anmerkungen) | Anmerkungen                                                                                |
| Jahr | Titel Musiklabel                                                                      | IT | DE | AT | CH | ES | FR | Latin | Anmerkungen                                                                                |
| ---- | ------------------------------------------------------------------------------------- | --- | --- | --- | --- | --- | --- | --- | ------------------------------------------------------------------------------------------ |
| 2016 | Laura Xmas auch bekannt als: Laura Navidad (spanische Version) Atlantic Records (WMG) | IT1 ×2Doppelplatin · (22 Wo.)IT | — | — | CH19 (8 Wo.)CH | ES15 (10 Wo.)ES | FR182 (1 Wo.)FR | — | Erstveröffentlichung: 4. November 2016 Verkäufe: + 100.000; mit Patrick Williams Orchestra |

## Singles

### Als Leadmusikerin
| Jahr | Titel Album                                                                          | Höchstplatzierung, Gesamtwochen, AuszeichnungChartplatzierungen (Jahr, Titel, Album, Platzierungen, Wochen, Auszeichnungen, Anmerkungen) | Höchstplatzierung, Gesamtwochen, AuszeichnungChartplatzierungen (Jahr, Titel, Album, Platzierungen, Wochen, Auszeichnungen, Anmerkungen) | Höchstplatzierung, Gesamtwochen, AuszeichnungChartplatzierungen (Jahr, Titel, Album, Platzierungen, Wochen, Auszeichnungen, Anmerkungen) | Höchstplatzierung, Gesamtwochen, AuszeichnungChartplatzierungen (Jahr, Titel, Album, Platzierungen, Wochen, Auszeichnungen, Anmerkungen) | Höchstplatzierung, Gesamtwochen, AuszeichnungChartplatzierungen (Jahr, Titel, Album, Platzierungen, Wochen, Auszeichnungen, Anmerkungen) | Höchstplatzierung, Gesamtwochen, AuszeichnungChartplatzierungen (Jahr, Titel, Album, Platzierungen, Wochen, Auszeichnungen, Anmerkungen) | Höchstplatzierung, Gesamtwochen, AuszeichnungChartplatzierungen (Jahr, Titel, Album, Platzierungen, Wochen, Auszeichnungen, Anmerkungen) | Anmerkungen                                                                                       |
| Jahr | Titel Album                                                                          | IT | DE | AT | CH | ES | FR | Latin | Anmerkungen                                                                                       |
| --- | ------------------------------------------------------------------------------------ | --- | --- | --- | --- | --- | --- | --- | ------------------------------------------------------------------------------------------------- |
| 1993 | La solitudine / La soledad Laura Pausini                                             | IT5 Platin (2024) · (15 Wo.)IT | — | — | — | — | FR5 (45 Wo.)FR | Latin22 (5 Wo.)Latin | Erstveröffentlichung: Februar 1993 Verkäufe: + 175.000; 2013 Platz 14 (2 Wochen) der FIMI-Charts  |
| 1994 | Non c’è / Se fué Laura Pausini                                                       | — | DE76 (8 Wo.)DE | — | — | ES— GoldES | — | Latin24 (4 Wo.)Latin | Erstveröffentlichung: 1994 Verkäufe: + 30.000; 2014 neue Version                                  |
| 1994 | Strani amori / Amores extraños Laura                                                 | IT2 Gold · (10 Wo.)IT | — | — | — | — | FR43 (1 Wo.)FR | Latin7 (8 Wo.)Latin | Erstveröffentlichung: Februar 1994 Verkäufe: + 35.000                                             |
| 1994 | Gente / Gente Laura                                                                  | — | — | — | — | — | FR43 (2 Wo.)FR | Latin13 (10 Wo.)Latin | Erstveröffentlichung: Juni 1994                                                                   |
| 1996 | Incancellabile / Inolvidable Le cose che vivi                                        | — | — | — | — | — | — | Latin13 (7 Wo.)Latin | Erstveröffentlichung: 26. August 1996                                                             |
| 1996 | Le cose che vivi / Las cosas que vives Le cose che vivi                              | — | — | — | — | — | — | Latin6 (10 Wo.)Latin | Erstveröffentlichung: 2. Dezember 1996                                                            |
| 1997 | Ascolta il tuo cuore / Escucha a tu corazón Le cose che vivi                         | — | — | — | — | — | — | Latin15 (10 Wo.)Latin | Erstveröffentlichung: Februar 1997                                                                |
| 1997 | Due innamorati come noi / Dos enamorados Le cose che vivi                            | — | — | — | — | — | — | Latin37 (1 Wo.)Latin | Erstveröffentlichung: 1997                                                                        |
| 1998 | Un’emergenza d’amore / Emergencia de amor La mia risposta                            | IT8 (1 Wo.)IT | — | — | CH43 (4 Wo.)CH | — | — | Latin23 (4 Wo.)Latin | Erstveröffentlichung: 11. September 1998                                                          |
| 1999 | La mia risposta / Mi respuesta La mia risposta                                       | IT18 (2 Wo.)IT | — | — | — | — | — | — | Erstveröffentlichung: Mai 1999                                                                    |
| 1999 | One More Time Message in a Bottle (Soundtrack)                                       | — | — | — | — | — | — | — | Erstveröffentlichung: September 1999 Platz 42 (1 Woche) der italienischen M&D-Charts              |
| 2000 | Tra te e il mare / Entre tú y mil mares Tra te e il mare                             | IT4 (22 Wo.)IT | — | — | CH42 (20 Wo.)CH | — | FR16 (21 Wo.)FR | Latin13 (26 Wo.)Latin | Erstveröffentlichung: 2. September 2000                                                           |
| 2001 | Il mio sbaglio più grande / Un error de los grandes Tra te e il mare                 | IT20 (8 Wo.)IT | — | — | CH86 (2 Wo.)CH | — | — | — | Erstveröffentlichung: 7. Januar 2001                                                              |
| 2001 | Volevo dirti che ti amo / Quiero decirte que te amo Tra te e il mare                 | — | — | — | — | — | — | Latin36 (2 Wo.)Latin | Erstveröffentlichung: 7. März 2001                                                                |
| 2001 | E ritorno da te / Volveré junto a ti Tra te e il mare                                | IT3 (23 Wo.)IT | — | — | CH47 (9 Wo.)CH | — | FR38 (20 Wo.)FR | Latin11 (26 Wo.)Latin | Erstveröffentlichung: 14. September 2001                                                          |
| 2002 | Surrender From the Inside                                                            | IT7 (14 Wo.)IT | — | — | CH34 (15 Wo.)CH | — | — | — | Erstveröffentlichung: August 2002                                                                 |
| 2003 | I Need Love / De tu amor From the Inside                                             | — | — | — | CH100 (1 Wo.)CH | — | — | — | Erstveröffentlichung: April 2003                                                                  |
| 2003 | In assenza di te 2003 The Best of Laura Pausini – E ritorno da te                    | IT20 (1 Wo.)IT | — | — | — | — | FR42 (17 Wo.)FR | — | Erstveröffentlichung: Juni 2003 Einstieg in IT 2013                                               |
| 2003 | On n’oublie jamais rien, on vit avec Humaine                                         | — | — | — | CH3 (26 Wo.)CH | — | FR3 Gold · (30 Wo.)FR | — | Erstveröffentlichung: 23. November 2003 Verkäufe: 275.000; Hélène Ségara & Laura Pausini          |
| 2004 | Resta in ascolto / Escucha atento Resta in ascolto                                   | IT1 (25 Wo.)IT | — | — | CH25 (15 Wo.)CH | ES3 (6 Wo.)ES | — | Latin17 (18 Wo.)Latin | Erstveröffentlichung: 10. September 2004                                                          |
| 2004 | Vivimi / Víveme Resta in ascolto                                                     | IT— Gold (2024)IT | — | — | CH38 (8 Wo.)CH | ES20 (3 Wo.)ES | — | Latin6 (32 Wo.)Latin | Erstveröffentlichung: 26. November 2004 Verkäufe: 50.000                                          |
| 2005 | Come se non fosse stato mai amore / Como si no nos hubiéramos amado Resta in ascolto | — | — | — | — | — | — | Latin10 (20 Wo.)Latin | Erstveröffentlichung: 25. März 2005                                                               |
| 2005 | You’ll Never Find Another Love Like Mine Caught in the Act                           | IT25 (2 Wo.)IT | — | — | — | — | — | — | Erstveröffentlichung: 18. November 2005 mit Michael Bublé; Original: Lou Rawls                    |
| 2006 | Il tuo nome in maiuscolo / Tu nombre en mayúsculas Resta in ascolto                  | — | — | — | — | — | — | Latin37 (4 Wo.)Latin | Erstveröffentlichung: 2006                                                                        |
| 2006 | Io canto / Yo canto / Je chante Io canto                                             | IT1 (27 Wo.)IT | — | — | CH20 (24 Wo.)CH | — | FR26 (19 Wo.)FR | — | Erstveröffentlichung: 2. Oktober 2006                                                             |
| 2007 | Non me lo so spiegare / No me lo puedo explicar Io canto                             | IT44 (1 Wo.)IT | — | — | — | — | — | — | Erstveröffentlichung: 23. März 2007 feat. Tiziano Ferro                                           |
| 2007 | La mia banda suona il rock / Y mi banda toca el rock Io canto                        | — | — | — | CH25 (23 Wo.)CH | — | — | — | Erstveröffentlichung: 2007                                                                        |
| 2007 | Destinazione paradiso / Destino Paraíso Io canto                                     | IT14 (8 Wo.)IT | — | — | — | — | — | — | Erstveröffentlichung: 2. November 2007                                                            |
| 2008 | Invece no / En cambio no Primavera in anticipo                                       | IT2 (19 Wo.)IT | — | — | CH52 (8 Wo.)CH | ES47 (4 Wo.)ES | — | Latin28 (18 Wo.)Latin | Erstveröffentlichung: 14. Oktober 2008                                                            |
| 2009 | Primavera in anticipo (It Is My Song) / Primavera anticipada Primavera in anticipo   | IT5 (17 Wo.)IT | DE16 (22 Wo.)DE | AT1 Gold · (28 Wo.)AT | CH5 Gold · (31 Wo.)CH | ES21 (9 Wo.)ES | — | — | Erstveröffentlichung: 2. Januar 2009 Verkäufe: + 25.000; feat. James Blunt                        |
| 2009 | Un fatto ovvio / Un hecho obvio Primavera in anticipo                                | IT14 (17 Wo.)IT | — | — | — | — | — | — | Erstveröffentlichung: 10. April 2009                                                              |
| 2009 | Con la musica alla radio / Con la musica en la radio Laura Live World Tour 09        | IT10 Gold · (17 Wo.)IT | — | — | — | — | — | — | Erstveröffentlichung: 25. September 2009 Verkäufe: + 15.000                                       |
| 2009 | Non sono lei / Ella no soy Laura Live World Tour 09                                  | IT29 (9 Wo.)IT | — | — | — | — | — | — | Erstveröffentlichung: 20. November 2009                                                           |
| 2011 | Benvenuto / Bienvenido Inedito                                                       | IT1 Platin · (19 Wo.)IT | — | — | CH49 (1 Wo.)CH | ES15 (2 Wo.)ES | — | Latin41 (4 Wo.)Latin | Erstveröffentlichung: 12. September 2011 Verkäufe: + 30.000                                       |
| 2011 | Non ho mai smesso / Jamás abandoné Inedito                                           | IT15 Gold · (13 Wo.)IT | — | — | — | — | — | — | Erstveröffentlichung: 11. November 2011 Verkäufe: + 15.000                                        |
| 2012 | Bastava / Bastaba Inedito                                                            | IT39 (10 Wo.)IT | — | — | — | — | — | — | Erstveröffentlichung: 20. Januar 2012                                                             |
| 2012 | Le cose che non mi aspetto / Las cosas que no me espero Inedito                      | IT43 (15 Wo.)IT | — | — | — | ES41 (1 Wo.)ES | — | — | Erstveröffentlichung: 25. Mai 2012 spanische Version feat. Carlos Baute                           |
| 2012 | Celeste / Así celeste Inedito                                                        | IT27 Gold · (12 Wo.)IT | — | — | — | — | — | — | Erstveröffentlichung: 5. November 2012 Verkäufe: + 15.000                                         |
| 2013 | Limpido / Limpio 20 – The Greatest Hits                                              | IT1 Gold · (19 Wo.)IT | — | — | CH66 (1 Wo.)CH | — | — | — | Erstveröffentlichung: 10. September 2013 Verkäufe: + 15.000; feat. Kylie Minogue                  |
| 2013 | Se non te / Sino a ti 20 – The Greatest Hits                                         | IT8 (14 Wo.)IT | — | — | — | — | — | — | Erstveröffentlichung: 4. November 2013 spanische Version feat. Thalía                             |
| 2014 | Dove resto solo io / Donde quedo solo yo 20 – The Greatest Hits                      | IT41 (4 Wo.)IT | — | — | — | — | — | — | Erstveröffentlichung: 24. Januar 2014 spanische Version feat. Álex Ubago                          |
| 2014 | Se fue (New Version) 20 – Grandes Exitos                                             | — | — | — | — | — | — | Latin25 (18 Wo.)Latin | Erstveröffentlichung: 27. Januar 2014 neue Version von Non c’è / Se fue (1994) feat. Marc Anthony |
| 2015 | Lato destro del cuore / Lado derecho del corazón Simili                              | IT3 Gold · (9 Wo.)IT | — | — | — | ES97 (1 Wo.)ES | — | — | Erstveröffentlichung: 25. September 2015 Verkäufe: + 25.000                                       |
| 2015 | Simili / Similares Simili                                                            | IT20 ×2Doppelplatin · (23 Wo.)IT | — | — | — | — | — | — | Erstveröffentlichung: 27. November 2015 Verkäufe: + 100.000                                       |
| 2016 | Innamorata / Enamorada Simili                                                        | IT67 Gold · (2 Wo.)IT | — | — | — | — | — | — | Erstveröffentlichung: 18. März 2016 Verkäufe: + 25.000                                            |
| 2018 | Non è detto Fatti sentire                                                            | IT7 Gold · (12 Wo.)IT | — | — | CH32 (1 Wo.)CH | — | — | — | Erstveröffentlichung: 26. Januar 2018 Verkäufe: + 25.000                                          |
| 2018 | Frasi a metà Fatti sentire                                                           | IT73 (2 Wo.)IT | — | — | — | — | — | — | Erstveröffentlichung: 6. April 2018                                                               |
| 2018 | Il coraggio di andare Fatti sentire ancora                                           | IT51 Gold · (2 Wo.)IT | — | — | — | — | — | — | Erstveröffentlichung: 21. November 2018 Verkäufe: + 25.000; feat. Biagio Antonacci                |
| 2019 | In questa nostra casa nuova –                                                        | IT41 (1 Wo.)IT | — | — | — | — | — | — | Erstveröffentlichung: 22. März 2019 mit Biagio Antonacci                                          |
| 2020 | Io sì (Seen) La vita davanti a sé O.S.T.                                             | IT71 Gold · (1 Wo.)IT | — | — | — | — | — | — | Erstveröffentlichung: 23. Oktober 2020 Verkäufe: + 50.000                                         |
| 2022 | Scatola –                                                                            | IT47 Gold · (4 Wo.)IT | — | — | — | — | — | — | Erstveröffentlichung: 20. Januar 2022 Verkäufe: + 25.000                                          |
| 2023 | Un buon inizio Anime parallele                                                       | IT75 (1 Wo.)IT | — | — | — | — | — | — | Erstveröffentlichung: 10. März 2023                                                               |
| 2023 | Durare Anime parallele                                                               | IT71 (1 Wo.)IT | — | — | — | — | — | — | Erstveröffentlichung: 15. September 2023                                                          |
| Folgende Lieder erschienen nicht als Single, wurden aber durch das Album zum Download und Streaming bereitgestellt und konnten somit eine Platzierung erlangen: |                                                                                      | | | | | | | |                                                                                                   |
| |                                                                                      | | | | | | | |                                                                                                   |
| 2011 | Inedito / Inédito Inedito                                                            | IT78 (1 Wo.)IT | — | — | — | — | — | — | feat. Gianna Nannini                                                                              |
| 2018 | Fantastico (Fai quello che sei) Fatti sentire                                        | IT32 (1 Wo.)IT | — | — | CH94 (1 Wo.)CH | — | — | — |                                                                                                   |
| 2018 | Un progetto di vita in comune Fatti sentire                                          | IT57 (1 Wo.)IT | — | — | — | — | — | — |                                                                                                   |

grau schraffiert: keine Chartdaten aus diesem Jahr verfügbar
Weitere Singles
- 1993: Perché non torna più
- 1994: Lettera
- 1994: Lui non sta con te
- 1997: Angeli nel blu
- 1997: Seamisai
- 1999: In assenza di te / En ausencia de ti
- 1999: Me siento tan bien
- 2001: Fidati di me
- 2002: Una storia che vale
- 2002: Dime
- 2005: Benedetta passione
- 2005: Surrender to Love (mit Ray Charles)
- 2005: La prospettiva di me
- 2006: Uguale a lei
- 2009: Bellissimo così
- 2010: Casomai
- 2011: Mi tengo
- 2013: Víveme (mit Alejandro Sanz)
- 2014: Surrender (New Version)
- 2018: E.STA.A.TE
- 2018: La soluzione

### Als Gastmusikerin
| Jahr | Titel Album                                                         | Höchstplatzierung, Gesamtwochen, AuszeichnungChartplatzierungen (Jahr, Titel, Album, Platzierungen, Wochen, Auszeichnungen, Anmerkungen) | Höchstplatzierung, Gesamtwochen, AuszeichnungChartplatzierungen (Jahr, Titel, Album, Platzierungen, Wochen, Auszeichnungen, Anmerkungen) | Höchstplatzierung, Gesamtwochen, AuszeichnungChartplatzierungen (Jahr, Titel, Album, Platzierungen, Wochen, Auszeichnungen, Anmerkungen) | Höchstplatzierung, Gesamtwochen, AuszeichnungChartplatzierungen (Jahr, Titel, Album, Platzierungen, Wochen, Auszeichnungen, Anmerkungen) | Höchstplatzierung, Gesamtwochen, AuszeichnungChartplatzierungen (Jahr, Titel, Album, Platzierungen, Wochen, Auszeichnungen, Anmerkungen) | Höchstplatzierung, Gesamtwochen, AuszeichnungChartplatzierungen (Jahr, Titel, Album, Platzierungen, Wochen, Auszeichnungen, Anmerkungen) | Höchstplatzierung, Gesamtwochen, AuszeichnungChartplatzierungen (Jahr, Titel, Album, Platzierungen, Wochen, Auszeichnungen, Anmerkungen) | Anmerkungen                                                                        |
| Jahr | Titel Album                                                         | IT | DE | AT | CH | ES | US | Latin | Anmerkungen                                                                        |
| ---- | ------------------------------------------------------------------- | --- | --- | --- | --- | --- | --- | --- | ---------------------------------------------------------------------------------- |
| 2002 | Sei solo tu / Tan sólo tú Le cose da difendere                      | IT3 (21 Wo.)IT | — | — | CH46 (21 Wo.)CH | — | — | Latin36 (9 Wo.)Latin | Erstveröffentlichung: 9. Mai 2002 Nek feat. Laura Pausini                          |
| 2008 | Vivere / Dare to Live / Vive ya The Best of Andrea Bocelli – Vivere | — | — | — | — | — | — | Latin20 (13 Wo.)Latin | Erstveröffentlichung: 31. Januar 2008 Andrea Bocelli feat. Laura Pausini           |
| 2024 | Zeri in più (Locura) Locura                                         | IT1 Gold · (11 Wo.)IT | — | — | — | — | — | — | Erstveröffentlichung: 13. September 2024 Lazza feat. Laura Pausini                 |
| 2024 | Se fue Cosa nuestra                                                 | — | — | — | — | ES5 Gold · (… Wo.)ES | US82 (1 Wo.)US | Latin7 (9 Wo.)Latin | Erstveröffentlichung: 2024 Verkäufe: + 135.000; Rauw Alejandro feat. Laura Pausini |

Weitere Gastbeiträge
- 2025: Desire (Official FIFA Anthem) (Robbie Williams feat. Laura Pausini)

## Statistik

### Chartauswertung
|                     | IT     | DE    | AT    | CH     | ES     | FR     | Latin        |
| ------------------- | ------ | ----- | ----- | ------ | ------ | ------ | ------------ |
| Nummer-eins-Alben   | IT10IT | DE—DE | AT—AT | CH2CH  | ES1ES  | FR—FR  | Latin—Latin  |
| Top-10-Alben        | IT19IT | DE—DE | AT1AT | CH14CH | ES12ES | FR1FR  | Latin2Latin  |
| Alben in den Charts | IT19IT | DE9DE | AT2AT | CH18CH | ES16ES | FR14FR | Latin12Latin |

|                       | IT     | DE    | AT    | CH     | ES    | FR    | US    | Latin        |
| --------------------- | ------ | ----- | ----- | ------ | ----- | ----- | ----- | ------------ |
| Nummer-eins-Singles   | IT5IT  | DE—DE | AT1AT | CH—CH  | ES—ES | FR—FR | US—US | Latin—Latin  |
| Top-10-Singles        | IT18IT | DE—DE | AT1AT | CH2CH  | ES2ES | FR2FR | US—US | Latin5Latin  |
| Singles in den Charts | IT41IT | DE2DE | AT1AT | CH18CH | ES8ES | FR8FR | US1US | Latin22Latin |

### Auszeichnungen für Musikverkäufe
| Goldene Schallplatte - Belgien - 1995: für das Album Laura - 1996: für das Album Le cose che vivi - 2002: für das Album E ritorno da te – Best Of - 2004: für die Single On N’oublie Jamais Rien, On Vit Avec - Brasilien - 1996: für das Album Laura Pausini - 1996: für das Album Laura - 2004: für das Videoalbum Live 2001/2002 World Tour - 2004: für das Videoalbum Live 2 – 1/2002 World Tour - 2012: für das Album Inédito - 2016: für das Album Similares - Finnland - 2001: für das Album Tra te e il mare - Kolumbien - 1998: für das Album Las cosas que vives - Mexiko - 1996: für das Album Las cosas que vives - 2001: für das Album Entre tú y mil mares - 2001: für das Album Lo mejor de Laura Pausini - 2005: für das Album Escucha - 2006: für das Album Io canto - 2008: für das Album Primavera in anticipo - 2011: für das Album Inédito - 2014: für das Album 20 – Grandes exitos - 2025: für das Lied Se fue (mit Rauw Alejandro) - Niederlande - 1996: für das Album Le cose che vivi - Schweden - 1997: für das Album Le cose che vivi (CGD East West) - 1997: für das Album Le cose che vivi (Warner) - Spanien - 2024: für das Lied La Fuerza Del Corazón - Zentralamerika - 2025: für das Lied Se fue | Platin-Schallplatte - Argentinien - 2000: für das Album Mi respuesta - 2003: für das Videoalbum Live 2001/2002 World Tour - Belgien - 1995: für das Album Laura Pausini - Brasilien - 1997: für das Album Le cose che vivi - 2003: für das Album Lo mejor de Laura Pausini: Volveré junto a ti - Chile - 1994: für das Album Laura Pausini - Europa - 1996: für das Album Laura Pausini - 1996: für das Album Laura - 1997: für das Album Le cose che vivi - 2002: für das Album E ritorno da te – Best Of - Finnland - 2002: für das Album E ritorno da te – Best Of - Kolumbien - 1998: für das Album Laura - Niederlande - 1994: für das Album Laura Pausini - 1994: für das Album Laura - 1994: für die Single La solitudine - Portugal - 1994: für das Album Laura Pausini | 2× Platin-Schallplatte - Argentinien - 2000: für das Album Laura - 2000: für das Album Laura Pausini - 2000: für das Album Laura Pausini en Castellano - 2001: für das Album Lo mejor de Laura Pausini: Volveré junto a ti - Chile - 1997: für das Album Las cosas que vives 3× Platin-Schallplatte - Argentinien - 2000: für das Album Las cosas que vives |

Anmerkung: Auszeichnungen in Ländern aus den Charttabellen bzw. Chartboxen sind in ebendiesen zu finden.
| Land/RegionAuszeichnungen für Musikverkäufe (Land/Region, Auszeichnungen, Verkäufe, Quellen) | Gold       | Platin         | Diamant  | Verkäufe    | Quellen                                                                      |
| -------------------------------------------------------------------------------------------- | ---------- | -------------- | -------- | ----------- | ---------------------------------------------------------------------------- |
| Argentinien (CAPIF)                                                                          | —          | 13× Platin13   | —        | 668.000     | capif.org.ar                                                                 |
| Belgien (BRMA)                                                                               | 4× Gold4   | Platin1        | —        | 150.000     | ultratop.be                                                                  |
| Brasilien (PMB)                                                                              | 6× Gold6   | 2× Platin2     | —        | 665.000     | pro-musicabr.org.br                                                          |
| Chile (IFPI)                                                                                 | —          | 3× Platin3     | —        | 75.000      | Einzelnachweise                                                              |
| Europa (IFPI)                                                                                | —          | 4× Platin4     | —        | (4.000.000) | ifpi.org (Memento vom 1. Januar 2014 im Internet Archive)                    |
| Finnland (IFPI)                                                                              | Gold1      | Platin1        | —        | 62.086      | ifpi.fi                                                                      |
| Frankreich (SNEP)                                                                            | 4× Gold4   | 2× Platin2     | —        | 1.125.000   | snepmusique.com                                                              |
| Italien (FIMI)                                                                               | 16× Gold16 | 39× Platin39   | Diamant1 | 3.575.000   | fimi.it                                                                      |
| Kolumbien (ASINCOL)                                                                          | Gold1      | Platin1        | —        | 75.000      | Einzelnachweise                                                              |
| Mexiko (AMPROFON)                                                                            | 9× Gold9   | —              | —        | 520.000     | amprofon.com.mx                                                              |
| Niederlande (NVPI)                                                                           | Gold1      | 3× Platin3     | —        | 325.000     | nvpi.nl                                                                      |
| Österreich (IFPI)                                                                            | Gold1      | —              | —        | 15.000      | ifpi.at                                                                      |
| Portugal (AFP)                                                                               | —          | Platin1        | —        | 40.000      | Einzelnachweise                                                              |
| Schweden (IFPI)                                                                              | 2× Gold2   | —              | —        | 80.000      | sverigetopplistan.se ifpi.se (Memento vom 16. Juni 2011 im Internet Archive) |
| Schweiz (IFPI)                                                                               | 6× Gold6   | 10× Platin10   | —        | 477.500     | hitparade.ch                                                                 |
| Spanien (Promusicae)                                                                         | 5× Gold5   | 20× Platin20   | —        | 2.160.000   | elportaldemusica.es ES2 ES3                                                  |
| Vereinigte Staaten (RIAA)                                                                    | —          | 3× Platin3     | —        | 180.000     | riaa.com                                                                     |
| Zentralamerika (CFC)                                                                         | Gold1      | —              | —        | 35.000      | cfc-musica.com                                                               |
| Insgesamt                                                                                    | 57× Gold57 | 103× Platin103 | Diamant1 |             |                                                                              |